# Berberis mouillacana
Berberis mouillacana är en berberisväxtart som beskrevs av Camillo Karl Schneider. Berberis mouillacana ingår i släktet berberisar, och familjen berberisväxter. Inga underarter finns listade i Catalogue of Life.